# 上采雷凱夫

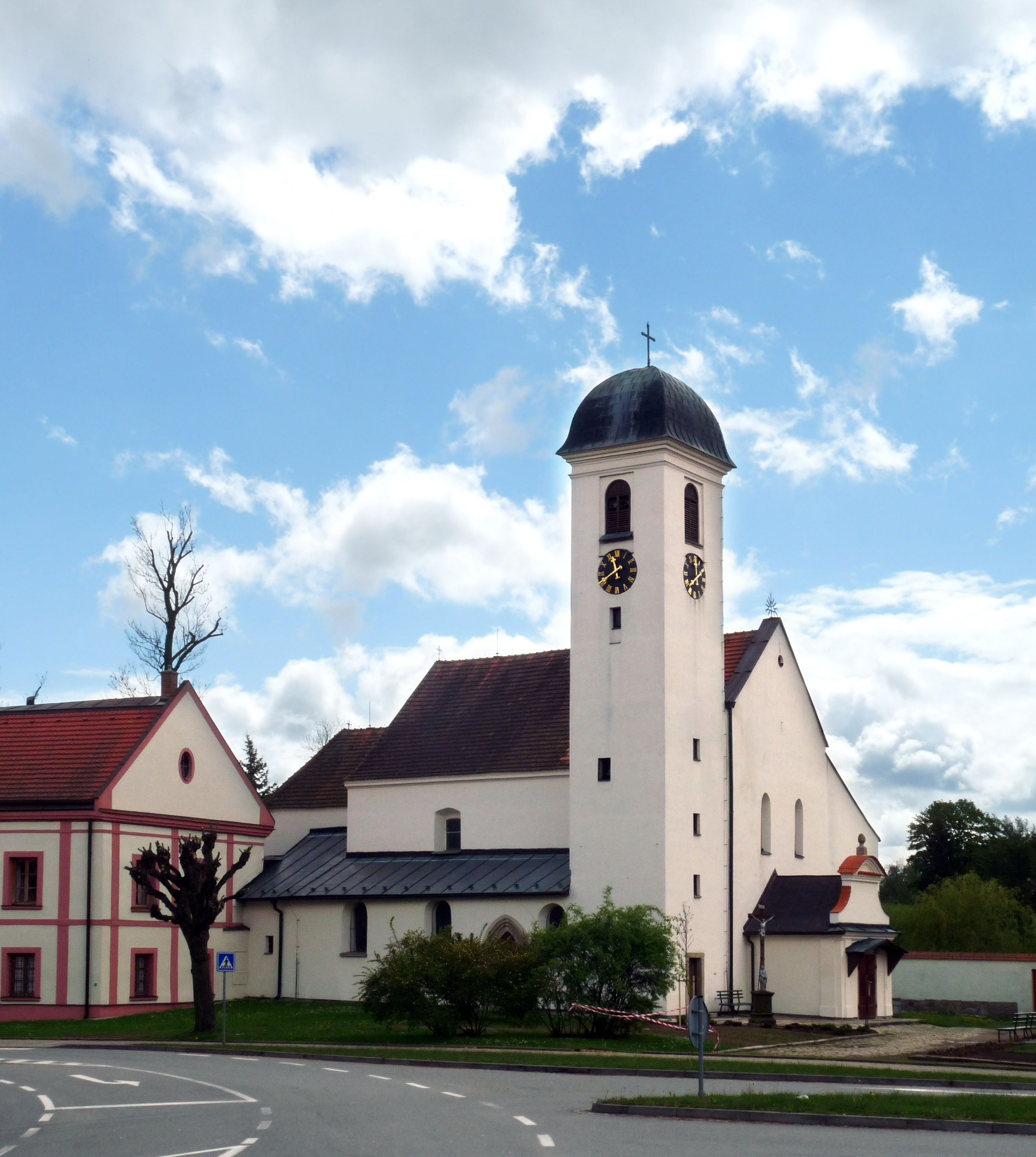

上采雷凱夫是捷克的城鎮，位於該國南部伊赫拉瓦河畔，由維索基納州負責管轄，面積31.98平方公里，海拔高度586米，該鎮附近的猶太人墳場建於十八世紀中葉，2014年人口為1,829。

## 外部連結
- Official website（页面存档备份，存于）